# Do * w sztambuch
Do * w sztambuch (zapis stylizowany: Do * w sztambuch (A. Mickiewicz)) – trzeci singel polskiej piosenkarki Sanah z jej czwartego albumu studyjnego, zatytułowanego Sanah śpiewa poezyje. Singel został wydany 13 października 2022.
Nagranie otrzymało w Polsce status platynowego singla, przekraczając liczbę 50 tysięcy sprzedanych kopii.

## Geneza utworu i historia wydania
Utwór napisali i skomponowali Adam Mickiewicz, Zuzanna Jurczak i Thomas Martin Leithead-Docherty, który również odpowiada za produkcję piosenki.
Singel ukazał się w formacie digital download 13 października 2022 w Polsce za pośrednictwem wytwórni płytowej Magic Records w dystrybucji Universal Music Polska. Piosenka została umieszczona na czwartym albumie studyjnym Sanah – Sanah śpiewa poezyje.
Piosenka powstała na podstawie wiersza Adama Mickiewicza „Do *, w sztambuch”, pochodzącego z jego I tomu Poezji.

## Teledysk
Do utworu powstał teledysk, który udostępniono 14 października 2022 za pośrednictwem serwisu YouTube.

## Lista utworów
- Digital download[2]

1. „Do * w sztambuch (A. Mickiewicz)” – 3:25

## Certyfikaty
| Kraj          | Certyfikat      | Sprzedaż |
| ------------- | --------------- | -------- |
| Polska (ZPAV) | platynowa płyta | 50 000+  |